# Metality
Metality e.V. ist ein gemeinnütziger Verein, der Metalheads vernetzt und soziale sowie kulturelle Projekte in der Metal‑Szene organisiert.

## Idee und Selbstverständnis
Metality versteht sich als inklusives Netzwerk der Metal-Community. Ziel ist es, Metalheads weltweit zu verbinden und Werte wie Toleranz, Solidarität und gegenseitige Unterstützung unter dem Motto „EXTREME. NICE PEOPLE“ zu fördern.
Inhaltlich arbeitet der Verein entlang mehrerer Säulen: mentale Gesundheit (Black Dog), Obdachlosenhilfe (666 Schlafsäcke), Inklusion bei Konzerten (YNRA), Nachwuchsförderung (ME:TALENT) sowie Stärkung der Festivalkultur (Festival Support). Sichtbarkeit erzeugt u. a. der jährlich am 6. Juni stattfindende World Metality Day.

## Struktur und Organisation
Der Verein arbeitet dezentral über internationale, lokale Chapters und eine koordinierende Backline. Im Jahr 2024 war Metality auf 86 Festivals und Konzerten mit einem Informationsstand vertreten; die Arbeit erfolgt ehrenamtlich.

## Projekte
YNRA – You Never Rock Alone (Inklusion)

Unterstützt Menschen mit Einschränkungen bei Konzertbesuchen (z. B. Mitnahme/Betreuung im Freundeskreis).
Black Dog (Mentale Gesundheit)

Aufklärungs‑ und Sensibilisierungskampagne mit Armbändern im Festival‑Look; flankiert durch Beiträge bei großen Festivals wie dem Wacken Open Air.
666 Schlafsäcke (Obdachlosenhilfe)

Jährliche Spendenaktion für Schlafsäcke (teils „2×666“ plus Schlafmatten); Übergaben werden regelmäßig medial begleitet (u. a. regionale Berichte und NGOs).
ME:TALENT (Nachwuchs)

Förderung von 12–18‑Jährigen beim Erlernen eines Instruments (Patenschaften/Unterricht).
Support your local Festival

Kleine, gemeinnützig organisierte Festivals erhalten Zuschüsse (pro Chapter).
Festival-Stände & Übergaben

Mit Infoständen sammelt Metality auf Festivals Schlafsäcke/Isomatten und übergibt sie an lokale Obdachlosenhilfen und Partner-NGOs; dokumentiert u. a. in Mannheim, Regensburg, Neunkirchen (Saar), Siegen, Koblenz, Speyer, Luxemburg und Hamm.

## Öffentlichkeitsarbeit & Medienresonanz
Die Aktivitäten von Metality fanden überregionale und fachjournalistische Beachtung. Die Süddeutsche Zeitung porträtierte den Verein mit Blick auf Obdachlosenhilfe, Inklusion bei Festivals und mentale Gesundheit, das Fachmagazin Metal Hammer stellte Ziele, Struktur und Projekte in einem ausführlichen Feature vor. Zum Mental-Health-Projekt Black Dog erschien zudem eine überregionale dpa-Meldung bei ZEIT ONLINE, während Festivalpartner Wacken das Projekt redaktionell begleitete.
Auch Radioplattformen griffen Metality wiederholt auf (u. a. RADIO BOB!/Wacken Radio zu 666 Schlafsäcke). Regionale und lokale Berichterstattung dokumentiert konkrete Übergaben, etwa in Koblenz und Speyer.

## Trivia
- Der Kabarettist Torsten Sträter unterstützt das „Black Dog“-Projekt aktiv: In einem Social-Media-Post bekannte er sich selbst als Träger des „Black Dog“-Armbands. Dank dieses Posts gingen innerhalb von zwei Tagen über 4 000 Bestellungen ein, was das Versandteam vor große logistische Herausforderung stellte.[31]

- Im Buch Hard, Heavy & Happy: Heavy Metal und die Kunst des guten Lebens von Nico Rose ist ein ausführliches Kapitel dem Verein Metality  gewidmet – eine Erwähnung, die deutlich zur Sichtbarkeit und Mitgliedschaftssteigerung beitrug.[32]

- Auf dem World Metality Day (immer am 6. Juni) treffen sich alle Chapters weltweit — die Aktion sorgt auf Social Media für hohe Sichtbarkeit und vermittelt eine starke Gemeinschaft („Outsider Togetherness“).[33]

- 2024 war Metality auf 86 Festivals und Konzerten mit einem Stand präsent (u. a. Wacken Open Air, Summer Breeze, Rock Harz).[34]